# Gaston Édouard Guédy
Pour les articles homonymes, voir Guédy.
Gaston Édouard Guédy, ou Gaston Guédy, né le 4 mars 1874 à Albi et mort le 30 septembre 1955 à Fouesnant, est un peintre français.

## Biographie
Gaston Édouard Joseph Guédy est le fils d'Eugène Jules Théodore Guédy, artiste peintre, et de Gabrielle Pauline Eloïse Maignal. Son grand-père Jean Baptiste Jules Guédy était professeur de peinture.
Élève de Jean-Léon Gérôme, d'Albert Maignan, et de Jean-Baptiste Duffaud, il expose au Salon à partir de 1895. Il devient membre de la Société des artistes français en 1897. Il est récompensé d'une mention honorable en 1901, d'une médaille de troisième classe en 1906 et d'une médaille de deuxième classe en 1908, il est ensuite classé Hors-Concours.
Portraitiste, il réalise également des scènes de genre, des nus, des natures mortes et des paysages.
En 1907, il remporte le prix Eugène-Piot.
Il est fait Officier de l'Instruction publique en 1907 et Chevalier de la Légion d'honneur en 1926.
Il meurt à l'âge de 81 ans à Fouesnant.

## Œuvres dans les collections publiques
- Localisation inconnue :
  - Roses[8]
  - Timbalier anglais, 13e hussards, Londres[9]
- Le Mans, musée de Tessé : Au pays d'Arles[10]

## Distinctions
- Officier de l'Instruction publique (24 janvier 1907)
- Chevalier de la Légion d'honneur (22 août 1926)
- Prix Eugène-Piot (9 novembre 1907)